# Die Stem van Suid-Afrika
Die Stem van Suid-Afrika (en. The Call of South Africa, it. La chiamata del Sud-Africa) è stato l'inno nazionale del Sudafrica dal 1957 al 1994, ed è stato uno dei due inni nazionali insieme a Nkosi sikelel' iAfrika fino al 1997, quando fu adottato un nuovo inno composto da ambedue i brani.

## Storia
Nel maggio 1918, Cornelius Jacobus Langenhoven scrisse una lirica in afrikaans dal titolo Die Stem, sulla base del quale il Reverendo Marthinus Lourens de Villiers scrisse nel 1921 un brano musicale. Era largamente diffuso nelle trasmissioni radio sudafricane degli anni venti, quasi quanto God Save the King. Fu suonato pubblicamente per la prima volta il 31 maggio 1928.
Fu tradotto in inglese solo nel 1952, sebbene il God Save the Queen non cessò di essere l'inno ufficiale prima del 1957. Il poema originario aveva tre strofe, ma il governo chiese all'autore di aggiungerne una quarta con un messaggio religioso.
Il tema dell'inno è la dedizione al Vaderland (la Madrepatria) e a Dio. Tuttavia, il brano era generalmente disprezzato dai Sudafricani neri, che lo associavano al regime dell'apartheid per via della strofa dedicata al popolo Afrikaner. Durante lo smantellamento dell'apartheid nei primi anni novanta, le squadre sportive sudafricane furono riammesse agli eventi internazionali, ma ebbero difficoltà a scegliere l'inno che potesse presentare l'identità nazionale. Die Stem venne eseguito durante un'amichevole di rugby con la Nuova Zelanda nel 1992; ciò provocò l'ira dell'African National Congress, che non era stato consultato sulla scelta dell'inno. L'ANC in seguito ordinò che Die Stem non avrebbe mai più dovuto essere usato come inno nazionale, e ai Giochi olimpici estivi di Barcellona del medesimo anno venne impiegato l'Inno alla gioia di Friedrich Schiller, con musica di Beethoven (ironicamente, si trattava dello stesso inno della decaduta nazione della Rhodesia, oggi Zimbabwe), con una bandiera olimpica al posto della bandiera nazionale.

## Testo
| Die Stem van Suid-Afrika               | The Call of South Africa                | Traduzione letterale in italiano                 |
| Prima strofa                           |                                         |                                                  |
| Uit die blou van onse hemel,           | Ringing out from our blue heavens,      | Dal blu del nostro cielo,                        |
| Uit die diepte van ons see,            | From our deep seas breaking round,      | Dalle profondità del nostro mare,                |
| Oor ons ewige gebergtes                | Over everlasting mountains,             | Sulle nostre eterne catene montuose              |
| Waar die kranse antwoord gee.          | Where the echoing crags resound,        | Dove le scogliere danno risposta                 |
| Deur ons vêr verlate vlaktes           | From our plains where creaking wagons,  | Attraverso le nostre pianure deserte             |
| Met die kreun van ossewa.              | Cut their trails into the earth,        | Con il gemito del carro dei buoi                 |
| Ruis die stem van ons geliefde,        | Calls the spirit of our country,        | Sorge la voce del nostro paese amato,            |
| Van ons land Suid-Afrika.              | Of the land that gave us birth.         | Del nostro paese, il Sudafrica!                  |
| Ons sal antwoord op jou roepstem,      | At thy call we shall not falter,        | Risponderemo alla tua chiamata,                  |
| Ons sal offer wat jy vra:              | Firm and steadfast we shall stand,      | Offriremo ciò che chiedi,                        |
| Ons sal lewe, ons sal sterwe,          | At thy will to live or perish,          | Vivremo, o moriremo,                             |
| Ons vir jou, Suid-Afrika.              | O South Africa, dear land.              | Noi per te, Sudafrica                            |
| Seconda strofa                         |                                         |                                                  |
| In die murg van ons gebeente,          | In our body and our spirit,             | Nel midollo delle nostre ossa                    |
| in ons hart en siel en gees,           | In our inmost heart held fast;          | Nel nostro cuore, anima e spirito,               |
| In ons roem op ons verlede,            | In the promise of our future,           | Nella gloria del nostro passato                  |
| In ons hoop op wat sal wees.           | And the glory of our past;              | Nella nostra speranza di ciò che sarà            |
| In ons wil en werk en wandel,          | In our will, our work, our striving,    | Nella nostra volontà e lavoro e vagabondiamo,    |
| Van ons wieg tot aan ons graf.         | From the cradle to the grave            | Dalla nostra culla alla nostra tomba             |
| Deel geen ander land ons liefde,       | There's no land that shares our loving, | Nessun'altra terra condividerae il nostro amore, |
| Trek geen ander trou ons af.           | And no bond that can enslave.           | Nessun'altra lealtà ci distrae.                  |
| Vaderland, ons sal die adel,           | Thou hast borne us and we know thee,    | Patria! Porteremo la nobiltà,                    |
| Van jou naam met ere dra:              | May our deeds to all proclaim           | Del tuo nome con onore:                          |
| Waar en trou as Afrikaners,            | Our enduring love and service           | Dedicati e veri come Afrikaner,                  |
| Kinders van Suid-Afrika.               | To thy honour and thy name.             | figli del Sudafrica.                             |
| Terza strofa                           |                                         |                                                  |
| In die songloed van ons somer,         | In the golden warmth of summer,         | Nel sole della nostra estate,                    |
| in ons winternag se kou,               | In the chill of winter's air,           | Nel freddo della nostra notte d'inverno,         |
| In die lente van ons liefde,           | In the surging life of springtime,      | Nella primavera del nostro amore,                |
| in die lanfer van ons rou.             | In the autumn of despair;               | Nel lutto della nostra perdita.                  |
| By die klink van huw'liksklokkies,     | When the wedding bells are chiming,     | Al suono delle campane di nozze,                 |
| by die kluit-klap op die kis.          | Or when those we love do depart,        | Alla caduta di pietre sulla bara.                |
| Streel jou stem ons nooit verniet nie, | Thou dost know us for thy children      | Calma la tua voce noi mai invano,                |
| Weet jy waar jou kinders is.           | And dost take us to thy heart           | Sai dove sono i tuoi figli.                      |
| Op jou roep sê ons nooit née nie,      | Loudly peals the answering chorus;      | Alla tua chiamata non diciamo mai di no,         |
| Sê ons altyd, altyd ja:                | We are thine, and we shall stand,       | Diciamo sempre sempre sì:                        |
| Om te lewe, om te sterwe               | Be it life or death, to answer          | Vivere o morire                                  |
| Ja, ons kom, Suid-Afrika.              | To thy call, beloved land.              | Sì, veniamo in Sud Africa                        |
| Quarta strofa                          |                                         |                                                  |
| Op U Almag vas vertrouend              | In thy power, Almighty, trusting,       | Sul tuo onnipotente affidato                     |
| het ons vadere gebou:                  | Did our fathers build of old;           | I nostri padri hanno costruito:                  |
| Skenk ook ons die krag, o Here!        | Strengthen then, O Lord, their children | Dacci anche la forza, o Signore!                 |
| Om te handhaaf en te hou.              | To defend, to love, to hold-            | Sostenere e preservare.                          |
| Dat die erwe van ons vadere            | That the heritage they gave us          | Che l'eredità dei nostri padri                   |
| Vir ons kinders erwe bly:              | For our children yet may be;            | Per i nostri figli il patrimonio rimane          |
| Knegte van die Allerhoogste,           | Bondsmen only to the Highest            | Servi dell'Onnipotente,                          |
| Teen die hele wêreld vry.              | And before the whole world free.        | Contro il mondo intero libero.                   |
| Soos ons vadere vertrou het,           | As our fathers trusted humbly,          | Come i nostri padri avevano fede,                |
| Leer ook ons vertrou, o Heer:          | Teach us, Lord to trust Thee still;     | Insegnaci anche a credere, o Signore:            |
| Met ons land en met ons nasie          | Guard our land and guide our people     | Con la nostra terra e con la nostra nazione      |
| Sal dit wel wees, God regeer.          | In Thy way to do Thy will.              | Andrà bene, Dio regna.                           |